# 吳宗周 (弘治進士)
吳宗周（1451年—？），字子旦，别号石冈，直隸寧國府宣城縣人，明朝政治人物。宋吴潜七世孫。

## 生平
少孤，笃孝，尝刲股愈母病。数岁母卒，庐墓，诏表其门。专志圣学，以明道辟异端为己任。弘治五年（1492年）中式壬子科應天鄉試第四十三名舉人。弘治九年（1496年）中式丙辰科會試第四十九名，三甲第六十五名進士。观政期間，御史黃山、给事中庞泮以言得罪，吳宗周抗疏救之。筮仕行人，历南京戶部郎中，出為临江府知府。下车即撤三教坊，易曰崇儒，改二氏庐为学舍，聚生徒讲学。因介直得罪部使者，乞休歸。至今称孝友者必稱吴石冈先生。

## 著作
所著有《广崇正辨》诸书。

## 家族
曾祖吳原頤，博士；祖父吳讓，湖廣按察司副使；父吳文常，母王氏。永感下。兄吴宗儒（贡士）。